# Baptiste Capefigue
Baptiste Capefigue, né le 9 messidor an VI (27 juin 1798) à Marseille et mort le 23 décembre 1872 à Paris, est un historien et journaliste français. 

## Biographie
Fils d'un drapier de la Grand-Rue, Jean Baptiste Honoré Raymond Capefigue étudie le droit à Paris, et entre en 1821 à l'École royale des chartes.
Il se dirige cependant rapidement vers le journalisme : il collabore à La Quotidienne, au Temps, en 1827 au Messager des Chambres et à L'Ami de la religion et du roi, journal ecclésiastique, politique et littéraire. Il utilise la plupart du temps le nom de plume d’« Un homme d’État ».
Légitimiste, voire ultra, il soutient la monarchie de droit divin et la cause des Bourbons. Il obtient un poste au ministère des Affaires étrangères, ce qui lui permet d’avoir accès à des archives classées pour son travail d’historien.  
Il publie des ouvrages d’histoire immédiate et d’actualité tels que Le Gouvernement de Juillet. Les partis et les Hommes politiques. 1830 à 1835, L'Europe depuis l'avènement du roi Louis-Philippe. Il rédige aussi de nombreuses biographies, avec une prédilection pour les favorites royales, qu’il qualifie de reine « de la main gauche » en opposition avec les reines « de la main droite ». 
Il publia au total près d’une centaine d’ouvrages, couvrant non seulement l’histoire de France depuis le Moyen Âge mais aussi l’Antiquité. On retiendra sans doute  son Histoire de la Réforme, de la Ligue et du règne d’Henri IV (1834), son  Histoire des Juifs depuis les Machabées jusqu'à nos jours (1833) et son Histoire de Philippe Auguste (1839).
Il eut comme secrétaire l’historien Maurice Champion.

« On lui a reproché d'avoir été un historien engagé au service des idées conservatrices, d'avoir été un vulgarisateur, d'avoir trop écrit et trop vite, mais il a publié des textes inédits et a l'immense avantage de ne pas être ennuyeux. »

## Œuvres

### Histoire de la Révolution française
- 1843 : L'Europe pendant la Révolution française : XVIIIe – XIXe siècle : 1789-1843, Paris, Belin-Leprieur, 1843, 4 vol. in-8° (BNF 30193497, lire en ligne).

### Histoire contemporaine
- 1823 : Récit des opérations de l'armée française en Espagne, sous les ordres de S.A.R. Mgr Duc d'Angoulême, accompagné de notices biographiques et géographiques, et suivi de considérations sur les résultats politiques de cette guerre. À Paris, E. Gide, novembre 1823 Les Diplomates et Hommes d'État Européens.
- 1835 : Le Gouvernement de Juillet. Les partis et les Hommes politiques. 1830 à 1835 Dufey libraire éditeur, novembre 1835.
- 1836 : Le ministère de M. Thiers, les chambres et l'opposition de M. Guizot Dufey, 1836.
- 1841 : Histoire de la Restauration et des causes qui ont amené la chute de la branche aînée des Bourbons, Paris, Charpentier, libraire-éditeur, 1841.
- 1845-1846 : L'Europe depuis l'avènement du roi Louis-Philippe, pour faire suite à l'histoire de la Restauration du même auteur. Paris, Au comptoir des imprimeurs-unis, 1845-1846.
- 1847 : Le congrès de Vienne dans ses rapports avec la circonscription actuelle de l'Europe Comptoir des Imprimeurs-Unis, Paris, 1847
- 1849 : La Société et les gouvernements de l'Europe depuis la chute de Louis-Philippe jusqu'à la présidence de Louis-Napoléon Bonaparte, 4 tomes.

### Biographies
- 1826 : Vie de Saint Vincent de Paul, Société Catholique des Bons Livres 1826.
- 1833 : Histoire philosophique des juifs depuis la décadence des Machabées jusqu'à nos jours, 1833.
- 1838 :  Philippe d'Orléans, Régent de France (1715-1723), Dufey, 1838, 2 vol.
- 1840 : Agnès Sorel et la chevalerie, Amyot, 1840.
- 1844 : Histoire de la Réforme, de la Ligue et du règne de Henri IV, Wouters et Cie, 1844.
- 1845 : François 1er et la Renaissance, Amyot, 1845.
- 1849 : Louis XIV, son gouvernement et ses relations diplomatiques avec l’Europe, Amyot, 1849.
- 1858 : Madame la Marquise de Pompadour, Amyot, 1858.
- 1858 : Madame la Comtesse du Barry, Amyot, 1858.
- 1861 : Marie de Médicis, Amyot, 1861.
- 1863 : Les reines de la main droite : L'Impératrice Marie-Thérèse Roi de Hongrie, Amyot, 1863.
- 1864 : Les Bacchantes et les jeunes patriciens sous les césars, Amyot, 1864.
- 1865 : Le cardinal de Richelieu, Amyot, 1865.
- 1866 : La comtesse du Cayla, Louis XVIII et les salons, Amyot, 1866.
- 1867 : Les déesses de la liberté : les femmes de la Convention et du Directoire, Amyot, 1867.
- Mazarin.
- Diane de Poitiers.
- La marquise de Montespan Athénaïse de Rochechouart-Mortemart.
- Les splendeurs de Versailles
- La marquise du Châtelet et les amies des philosophes du XVIIIe siècle.
- Sainte Thérèse de Jésus Fondatrice des Carmélites et des Carmes déchaussés.

### Divers
- Essai sur les invasions maritimes des Normands dans les Gaules, Paris, Imprimerie royale, 1823 (lire en ligne).